# Kentropyx viridistriga
Kentropyx viridistriga — вид ящірок родини теїдових (Teiidae). Мешкає в Південній Америці.

## Поширення і екологія
Kentropyx viridistriga мешкають на південному сході Болівії, на південному заході Бразилії, в Парагваї та на півночі Аргентини. Вони живуть в саванах серрадо і чако та в затоплюваних саванах Пантаналу. Віддають перевагу відкритим, вологим місцевостям, зокрема річковим пляжам і заплавам.